# Yevgueni Rybakov
Yevgueni Rybakov (Rusia, 27 de febrero de 1985) es un atleta ruso, especialista en la prueba de 10000 m en la que llegó a ser medallista de bronce europeo en 2012.

## Carrera deportiva
En el Campeonato Europeo de Atletismo de 2012 ganó la medalla de bronce en los 10000 metros, con un tiempo de 28:22.95 segundos, llegando a meta tras el turco Polat Kemboi Arıkan (oro con 28:22.27 segundos) y el italiano Daniele Meucci (plata).